# Manson Guitar Works

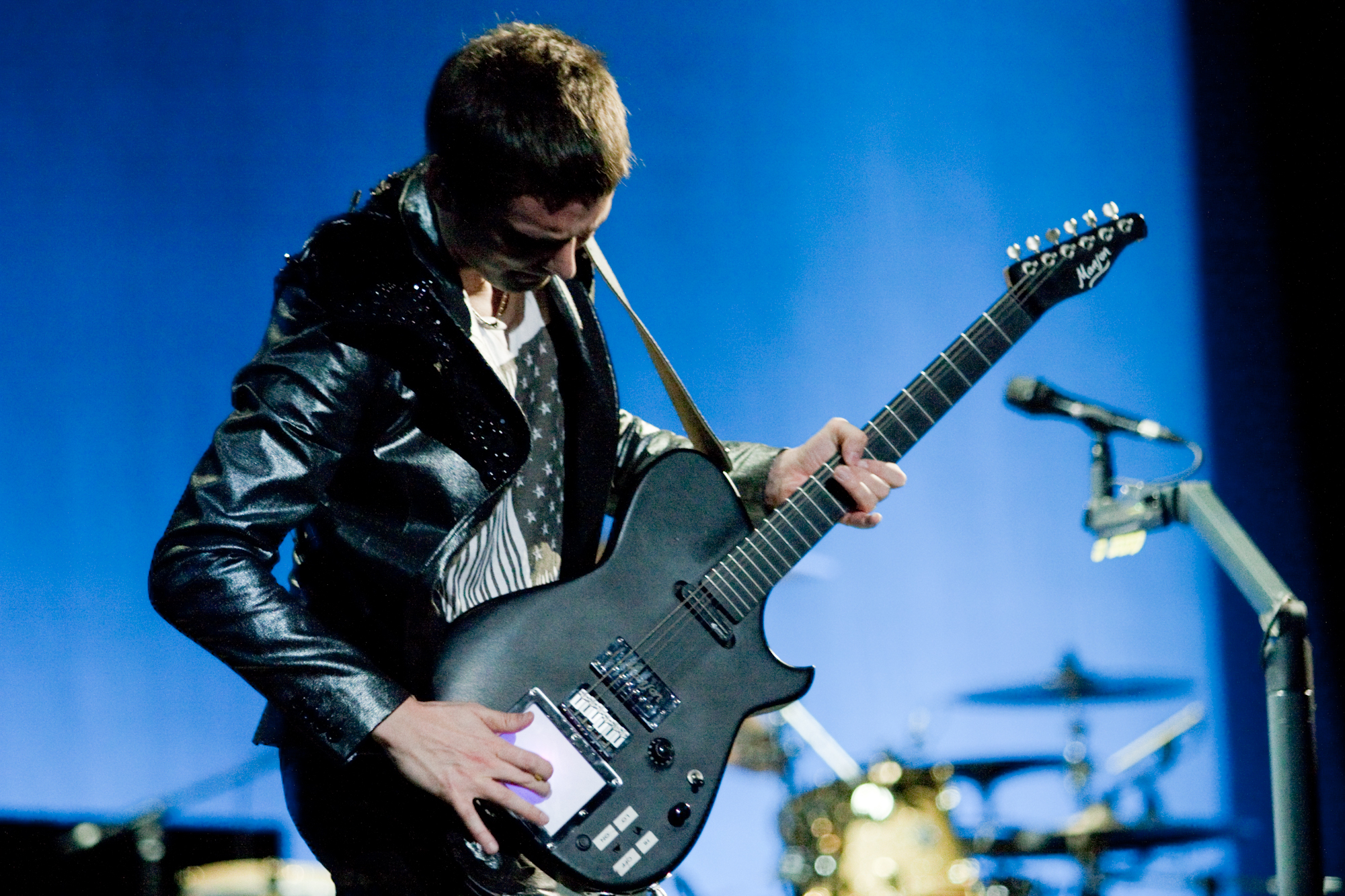
Мэтт Беллами из Muse с его гитарой Manson Black MIDI (или MB-1), специально созданной для него

Manson Guitar Works — английский производитель гитар. Компания основана братьями Энди и Хью Мансонами в 70-х годах. Энди Мэнсон специализируется на акустических, полуакустических, электроакустических гитарах и инструментах, а Хью — электрогитарах.
Компания сотрудничает с Cort Guitars, совместно производя недорогие (по сравнению с гитарами Manson) модели для широкой общественности.
Гитары Manson стали особенно известными благодаря Мэттью Беллами, фронтмену британской рок-группы Muse. Он имеет большое количество гитар этого производителя, большинство из которых были изготовлены на заказ. Их сотрудничество началось в 2001 году, когда Беллами попросил Хью Мэнсона создать гитару, которая «была звуком как Gibson с синглом P-90 и имела форму Fender Telecaster». Также предложил вставить специальные эффекты, такие как Fuzz Factory, которые активируются ручкой на корпусе, или Digitch Whammy, что может быть использован с помощью контроллеров MIDI Strip Controller Touch или MIDI Pad, и способен обрабатывать Kaoss Pad прямо с гитары. В 2009 были выпущены первые гитары именной серии для Мэттью Беллами, имевшие название Manson MB Series. Они были репликой кастомной гитары Беллами Manson M1D1.

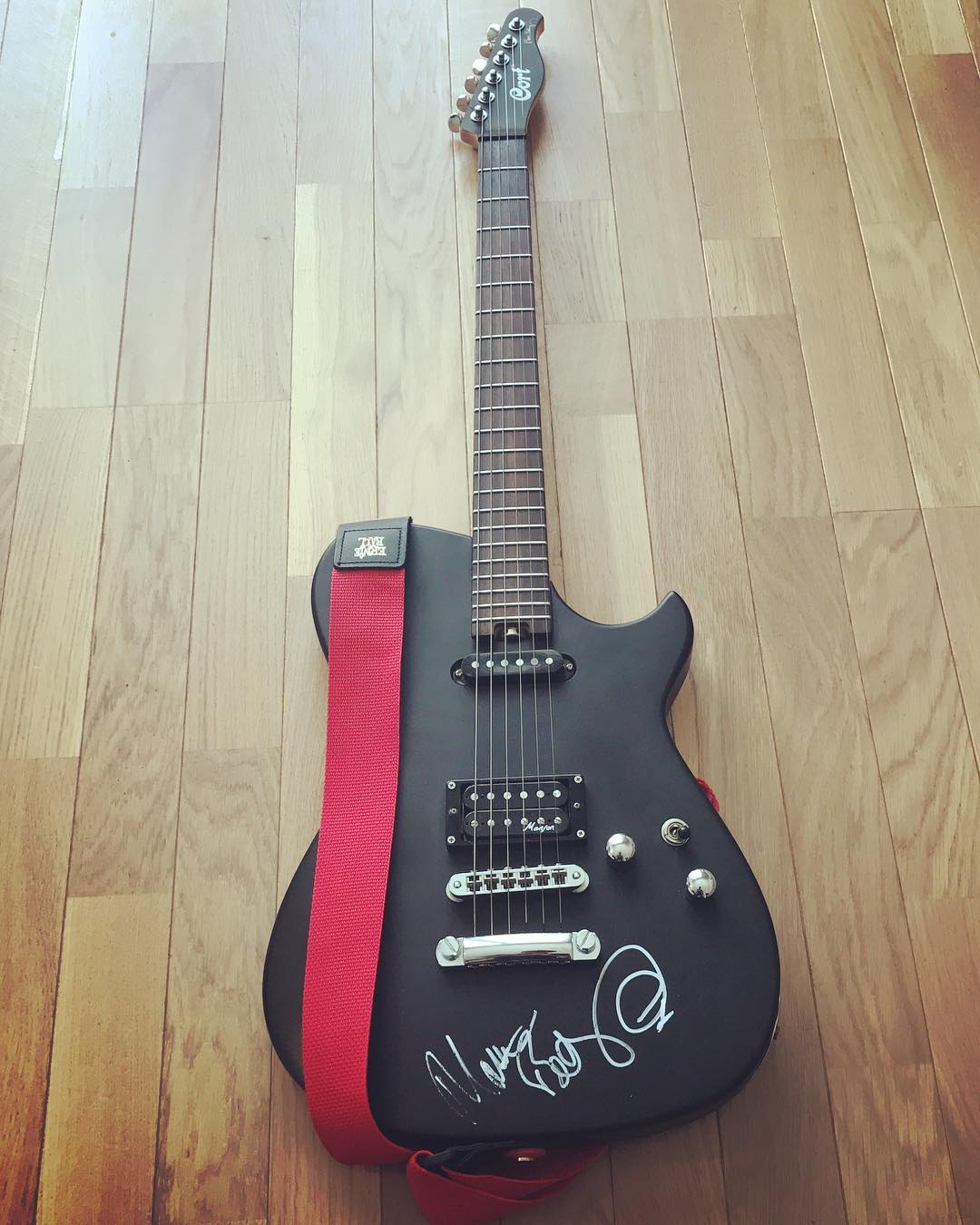
Подписанная гитара Cort MBC-1, созданная Мэтт Беллами, Хью Мэнсоном и компанией Cort

В 2015 году совместно с Cort выпустили подписанную модель MBC-1.

## Известные клиенты
- Мэттью Беллами (Muse) имеет много подписанных моделей гитар: Manson MB-1, MB-1S, DL-1 и MB-2E и т. д.
- Джимми Пейдж (Led Zeppelin)[3]
- Джон Пол Джонс (Led Zeppelin, Them Crooked Vultures)
- Дэйв Грол (Foo Fighters, Nirvana)
- Майк Керр (Royal Blood) — обладает «low custom» моделью.
- Seasick Steve имеет специальную гитару, сделанную с остатками очистителя воздуха Ford.
- Иэн Андерсон (Jethro Tull)
- Мартин Барре (Jethro Tull)
- Энди Саммерс (The Police)